# William Steinkraus
William Steinkraus detto Bill (Cleveland, 12 ottobre 1925 – 29 novembre 2017) è stato un cavaliere statunitense.
Vanta cinque partecipazioni ai Giochi olimpici e quattro medaglie conquistate nell'Equitazione (delle quali una sola a livello individuale).

## Partecipazioni olimpiche
1. Helsinki 1952
2. Melbourne 1956
3. Roma 1960
4. Città del Messico 1968
5. Monaco di Baviera 1972

## Palmarès
- Oro a Città del Messico 1968 (concorso salto individuale)
- Argento a Roma 1960 (concorso salto a squadre)
- Argento a Monaco di Baviera 1972 (concorso salto a squadre)
- Bronzo a Helsinki 1952 (concorso salto a squadre)